# Чкаловск (Калининград)
Чка́ловск (до 29 июля 1948 года — Танненвальде, Зидлунг, нем. Tannenwalde, Siedlung) — микрорайон (ранее поселок), входящий в состав города Калининграда Калининградской области Российской Федерации.
Административно относится к Центральному району города.
В состав нынешнего Чкаловска входит поселение (бывшее восточно-прусское название — Зидлунг), выросшее северо-восточнее от имения Танненвальде после постройки железной дороги в 1919 году.
Само имение было полностью снесено при строительстве новой автомобильной дороги, огибающей увеличившийся аэродром.
Вошедшие в состав посёлка Чкалово (после очередного переименования в 1949 году из Чкаловского городка) посёлки Проверен (Prowehren) и Штритткайм (Strittkeim) более не существуют.
В дальнейшем название Чкалово официально трансформировалось в Чкаловск (официальный справочник населённых пунктов Калининградской области 1976 года).

## География

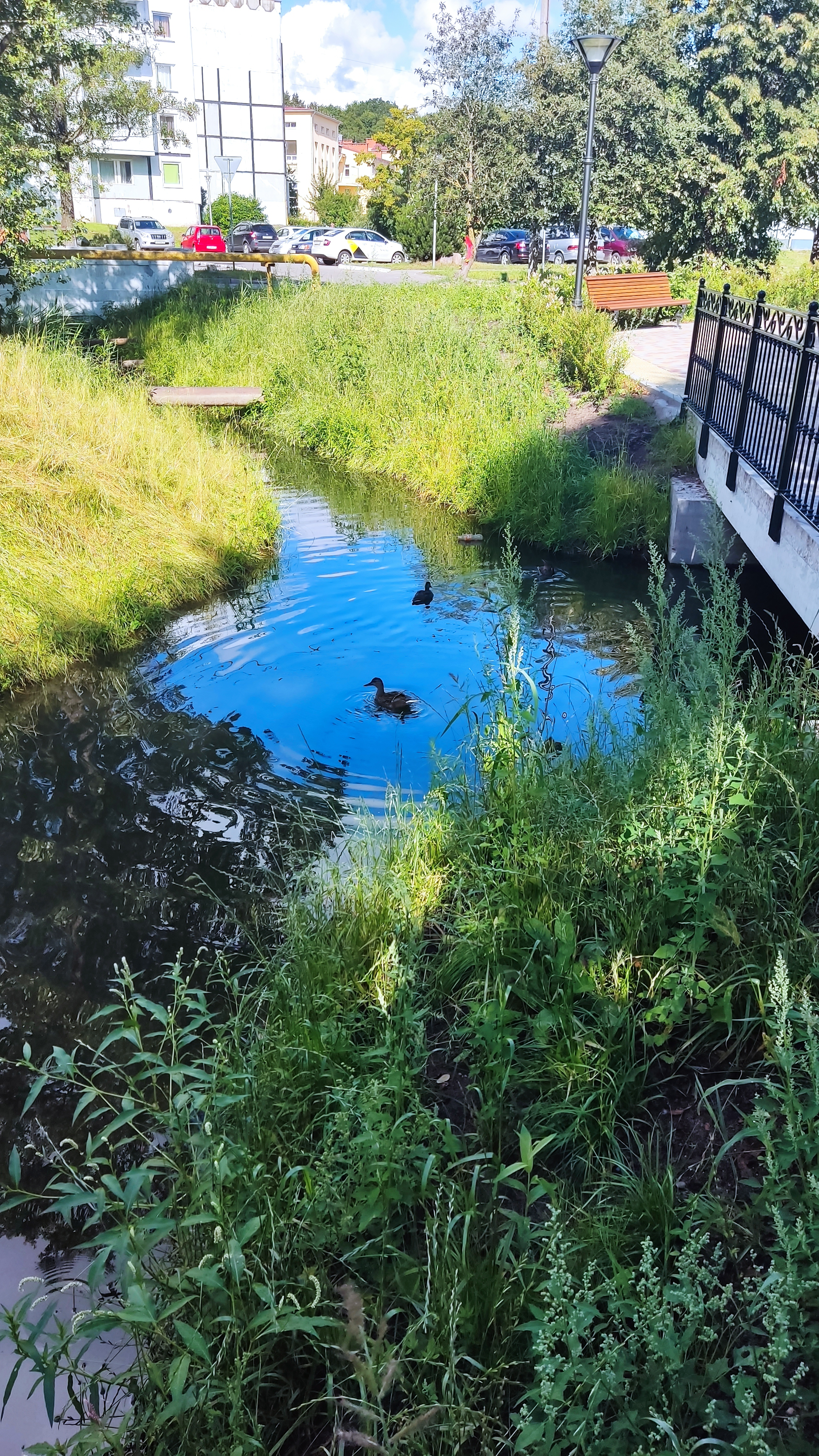
Утки на Белановском озере в Чкаловске

Расположен непосредственно за окружной дорогой, рядом с дорогой Калининград — Светлогорск. Имеется железнодорожная станция на линии Калининград — Пионерский — Светлогорск (станция Чкаловск-Западный). С центром Калининграда посёлок связан тремя автобусными маршрутами (№ 23, № 31, № 36). При въезде в Чкаловск также ходят троллейбусы № 1 и № 2. В сам поселок протянуть троллейбусную линию нельзя из-за пересечения с линией электричек. Через Чкаловск с севера на юг протекает река Голубая.

## История
Танненвальде упоминается первый раз в исторических источниках как усадьба в XVI веке. Известно, что в 1608 году свою летнюю резиденцию разместил здесь придворный врач Аургсфабер. В 1662 году усадьбу приобрёл главный окружной начальник Бальги и Инстербурга Людвиг Фон Ауэр. С тех пор и до 1945 года усадьба оставалась собственностью семейства Ауэров, так как сын Людвига фон Ауэра основал там майорат — переходящее по наследству имение, которое нельзя было продавать. Последним (восьмым) хозяином имения был Андреас Христоф.
На 1913 год в имении Танненвальде проживал 51 человек.
В 1919 году в имении проживало уже 432 человека.
В том же году началось бурное строительство нового посёлка (Зидлунга) в северо-востоку от имения.
В 1929 году, на десятилетие посёлка, была построена народная школа (Otto Braun-Schule) и освящена новая кирха.
К 1938 году население выросло до 2669 человек.
К началу XX века здесь была народная школа, кирпичный завод, пекарня, железнодорожная станция. В 1935 году рядом с посёлком начали сооружать военный аэродром. В состав Кёнигсберга посёлок вошёл 1 апреля 1939 года.

## Экономика и социальная сфера
Из социально-бытовой инфраструктуры в посёлке наличествуют одна средняя школа, один детский сад (в трех корпусах), стоматологический кабинет, медицинский центр, подростковый клуб «Авиатор», Почта России, шесть парикмахерских и три салона красоты, около двух десятков магазинов, магазин «Квартал», универсам «SPAR», фитнес-клуб «Легион», три автозаправочные станции.
Промышленность ранее была представлена мебельной фабрикой, теперь мебельной фабрики как единого предприятия не существует, а на её территории располагаются несколько частных фирм по производству мебели, тротуарной плитки и металлоконструкций.
В Чкаловске расположен военный аэродром (видимо, с этим фактом связано и название, данное посёлку после войны), поэтому среди населения довольно много военных. С аэродромом связаны также названия улиц посёлка. Все они, кроме улицы Мира и Авиационной носят имена павших летчиков 211 штурмовой авиадивизии, базировавшейся на аэродроме сразу после войны. Названия дали их боевые товарищи. Тогда было не известно, что капитан Хрисанфов, сбитый в Белоруссии, не погиб. Кроме того на аэродроме в составе 846 ОМШАП служил и жил в Чкаловске будущий Герой России, генерал и легенда палубной авиации Тимур Апакидзе.

## Достопримечательности
- До наших дней сохранился господский дом бывшей усадьбы, в 1930-х годах там размещалась школа. После 1945 года в этом здании — «Дом Офицеров». Дом культуры «Чкаловский» был основан 2 марта 2012 года на базе Дома офицеров.
- Бюсты Героев 15 ОДРАП и самолет Ил-28Р.
- На ул. Лукашова расположена самая крупная братская могила г. Калининграда, в которой захоронено более 1220 советских воинов. В 2005 году мемориал павшим советским воинам был реконструирован.
- Рядом возведен православный храм.
- До 1970-х годов были руины кирхи. Поселковая кирха сохранялась и после войны (её приспособили под тренажёрный центр). В 1968 году строение сгорело, а пятью годами позже руины снесли.